# Villespy
Villespy é uma comuna francesa na região administrativa de Occitânia, no departamento de Aude. Estende-se por uma área de 6,38 km². Em 2010 a comuna tinha 395 habitantes (densidade: 61,9 hab./km²).